# Jezioro Godziszewskie
Jezioro Godziszewskie – jezioro rynnowe położone na Kociewiu (powiat starogardzki, województwo pomorskie) na wschód od Skarszew o powierzchni według różnych źródeł od 160,0 do 169,04 ha i głębokości maksymalnej 17,2 m.